# Йоргос Караиваз
Йоргос Караиваз (на гръцки: Γιώργος Καραϊβάζ) е гръцки разследващ журналист, специализиран в организираната престъпност. Бил е репортер в гръцката телевизия Star Channel и автор в блога Bloko.gr.

## Биография
Йоргос Караиваз е роден на 16 ноември 1968 г. в село Равика, дем Драма, Гърция. През 1989 г. започва работа във вестник Ελεύθερη Ώρα, където до 1996 г. е полицейски редактор. След това е нает и в полицейските репортажи в различни медии като в Ρ/Σ ΠΛΑΝΕΤ, в телевизионно предаване на „Скай Тилеораси“ и във вестник Εξουσία.
На 9 април 2021 г. е убит посред бял ден пред дома си в Алимос, в южните части на Атина. Извършителите на нападението изстрелват 10 куршума по Йоргоз и успяват да избягат с мотор. Убийството предизвиква огромна вълна от възмущение и шок в гръцкото общество.